# Micaria kopetdaghensis
Micaria kopetdaghensis är en spindelart som beskrevs av Mikhailov 1986. Micaria kopetdaghensis ingår i släktet Micaria och familjen plattbuksspindlar. Inga underarter finns listade i Catalogue of Life.